# القليعة (تونس)
القليعة هي قرية تابعة لمعتمدية سوق الأحد من ولاية قبلي في تونس، تعتمد القرية أساسا على الأموال المتدفقة إليها من أبنائها المهاجرين إلى فرنسا، كما تعتمد على الفلاحة وخاصة تمور الدقلة إلى جانب تربية الماشية.

## السكان
يقطن بالقليعة سكان من أصول مختلفة وهذه الأصول هي:

### البربر
وهم السكان الأصليون لهذه القرية وحاليا يمثلون أقلية وتعتبر عائلة ثابت (زروق) وحلوص (تليلي) من أهم العائلات البربرية في البلدة.

### السود
قدموا من القارة الإفريقية في اطار تجارة الرق التي نشطت في العصور الماضية.

### العرب
قدموا إلى القرية مع الفتوحات الإسلامية ثم خلال الزحف الهلالي.
حافظت هذه الأجناس المختلفة إلى حد الآن على عدم التصاهر.

#### البقية
ويمثلون غالبية السكان لا يعرف أصلهم بالتحديد ولكن يغلب الظن أن أصلهم عربي وقدموا من مناطق أخرى من البلاد التونسية.
‌